# Пересторога (твір)
«Пересторо́га» — антиуніатський полемічний анонімний твір, створений 1605 на противагу трактату греко-католицького митрополита київського, галицького і всієї Руси Іпатія Потія «Poselstwo do papieża rzymskiego Sixta IV od duchowieństwa i od książάt i panów ruskich w roku 1476» (Вільня, 1605). У творі владики Іпатія розгорталося канонічне обґрунтування прийняття православними Флорентійської унії церков (1439). 

## Обставини
Написана 1605 року або на початку 1606 р. під впливом праць Івана Вишенського та інших полемічних творів, подає історію боротьби українського народу проти засилля католицизму та унії і викриває політику Варшави в Україні.
Є зразком української полемічної літератури початку 17 ст. Хоча на думку літературознавців, за стилем твір відрізняється від інших пам'яток полемічної писемності початку XVII століття, бо в ньому об'єднані власне полемічно-публіцистичний памфлет та опис реальних подій. Праця написана мовою, близькою до розмовної, рясно збагачена народними фразеологізмами. Антигероями Перестороги є Михаїл Рогоза та Іпатій Потій, а власне героєм і зразком для наслідування — князь Костянтин Василь Острозький. 
Одні дослідники авторство «Пересторо́ги» приписують українському церковному діячу святому Іову Борецькому. Інші, серед яких, зокрема, Іван Франко — діячу Львівського братства Юрію Рогатинцю.
1879 А. Попов висунув гіпотезу, що автором твору міг бути пресвітер церкви святого Вознесіння у Львові, діяч Львівського Успенського братства, нотар-хроніст берестейського православного собору Андрій Вознесенський.
У Російській імперії твір «Пересторо́га» трактувався у вульгарному дусі — як суто антипольський, а ієрархи Унійної Церкви в російській інтерпретації зазнали ще більших карикатурних метаморфоз, ніж їх міг уявити сам анонімний автор. 